# السقف الزجاجي

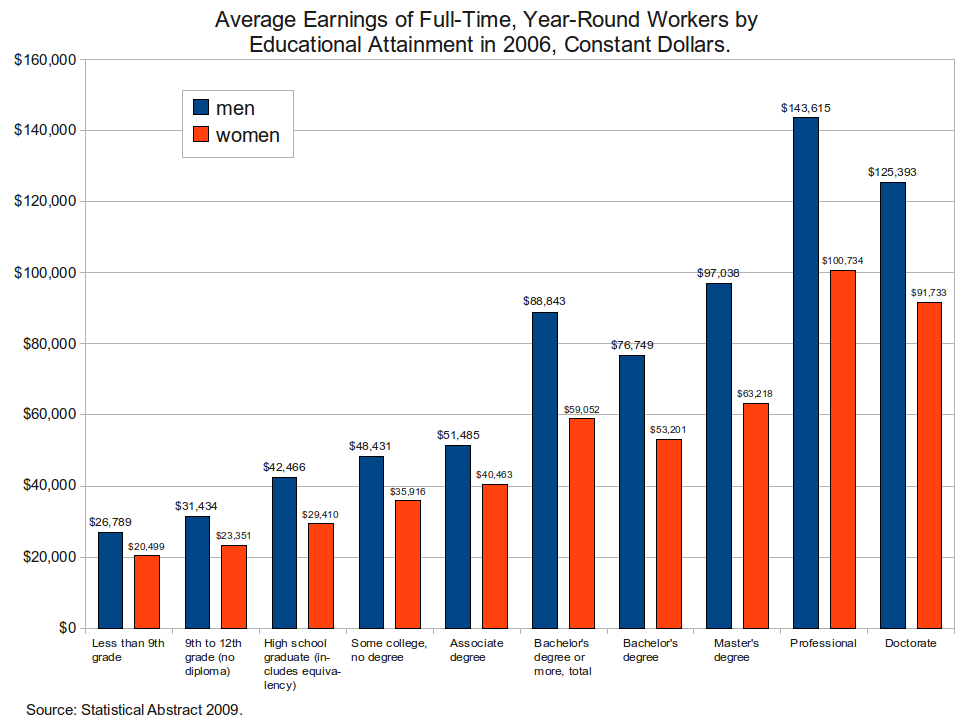
رسم بياني يوضّح الاختلافات في الأرباح بين الرجال والنساء من نفس المستوى التعليمي (الولايات المتحدة الأمريكية، 2006).

السقف الزجاجي هو استعارة تستخدم من أجل تمثيل حاجز غير مرئي يحافظ على ارتفاع مجموعة ديموغرافيّة معيّنة (تطبّق عادةً على الأقليّات) إلى ما يعد مستوى معيّن في التسلسل الهرمي.
تم استعارة هذا المصطلح المجازي لأوّل مرّة من قبل النسويّات في إشارة منهنّ إلى الحواجز الموجودة في طريق وصولهنّ إلى وظائف النساء عالية التحصيل. في الولايات المتّحدة الأمريكيّة، يمتد هذا المفهوم في بعض الأحيان من أجل الإشارة إلى العقبات التي تعيق تقدّم نساء الأقليّات، وكذلك رجال الأقليّات. غالباً ما تجد النساء الأقليّات صعوبة أكثر في «كسر السقف الزجاجي» لأنّها تكمن في تقاطع مجموعتين مهمشتين تاريخياً: النساء والأشخاص الملوّنين.
صاغت وكالات الأنباء الأمريكيّة في شرق آسيا مصطلح «سقف الخيزران» للإشارة إلى العقبات التي يواجهها جميع الأمريكيين ذوي الأصول الآسيوية في تقدّم حياتهم المهنيّة.
ضمن نفس المفاهيم الخاصّة بالمصطلحات الأخرى المحيطة بمكان العمل، هناك شروط مشابهة للقيود والحواجز المتعلّقة بالمرأة وأدوارها داخل المنظمّات وكيفيّة تطابقها مع واجباتها الأموميّة. تعمل هذه «الحواجز غير المرئيّة» كمجالات لوصف الظروف الإضافيّة التي تمرّ بها النساء، والتي غالباً ما تكون أثناء محاولة التقدّم بمهنهنّ أو حياتهنّ خارج أماكن عملهنّ.

## التعريف
تعرّف لجنة السقف الزجاجي الأمريكيّة بالولايات المتّحدة الأمريكية «السقف الزجاجي» بأنّه «الحاجز غير المرئي الذي لا يمكن الوصول إليه والذي يمنع الأقليّات والنساء من الارتفاع إلى أعلى درجات سلّم الشركات، بغضّ النظر عن مؤهلاتهم أو إنجازاتهم.»
حدّد ديفيد كوتر وزملاؤه أربع خصائص مميزة يجب تواجدها لاستنتاج وجود سقف زجاجي. تتمثّل عدم المساواة في السقف الزجاجي فيما يلي:
1. «الاختلاف بين الجنسين أو الأعراق، الذي لايفسّر من قبل الخصائص الأخرى ذات الصّلة بالوظيفة للموظّف.»
2. «الاختلاف بين الجنسين أو الأعراق الذي يكون أكبر عند مستويات أعلى من النتيجة مقارنةً بالمستويات الأدنى من النتيجة.»
3. «عدم المساواة بين الجنسين أو العنصريّة في فرص التقدّم إلى مستويات أعلى، وليس مجرد نسب كل جنس أو عرق الموجودة في تلك المستويات العليا.»
4. «عدم المساواة بين الجنسين أو العرقيّة التي تزداد على مدار المسار الوظيفي.»

وجد كوتر وزملائه أن السقوف الزجاجيّة ترتبط بقوّة بالجنس. تواجه كل من النساء البيض ونساء الأقليّات سقفاً زجاجيّاً في سياق حياتهنّ المهنيّة. في المقابل، لم يجد الباحثون دليلاً على وجود السقف الزجاجي للرجال الأفريقيين الأمريكيين.

## فجوة الأجور بين الجنسين
الفجوة في الأجور بين الجنسين هي الفرق بين دخل الذكور ودخل الإناث. في عام 2008، اقترحت منظمّة التعاون الاقتصادي والتنمية أن متوسّط دخل العاملات بدوام كامل كان أقل بـ17% من أرباح نظرائهنّ الذكور وأن 30% من التباين في فجوات الأجور بين الجنسين عبر بلدان منظمّة التعاون الاقتصادي والتنمية يمكن تفسيرها بممارسات تمييزية في العمل.
اقترحت المفوضيّة الأوروبيّة أن تكون إيرادات النساء بالساعة أقلّ بنسبة 17.5% في المتوسّط في 27 دولة عضو في الاتحاد الأوروبي في عام 2008. وتشير ورقة موقع ناشط سياسي على الإنترنت (nationalpartnership.org) إلى أنّه اعتباراً من نيسان 2017، كان متوسّط أجر النساء في الولايات المتّحدة الأمريكيّة «80 سنتاً مقابل كل دولار يدفع للرجال، وهو ما يعادل فجوة سنويّة في الأجور بين الجنسين تبلغ 10.470 دولاراً».

## السلّم الزجاجي
بالإضافة إلى السقف الزجاجي، الذي يمنع النساء بالفعل من تسلّق درجات التسلسل الهرمي والنجاح في مكان العمل، هناك ظاهرة موازية تسمّى «المصعد الزجاجي». يمكن تعريف هذه الظاهرة بازدياد عدد الرجال الذين ينضمّون إلى المجالات التي كانت مشغولة في السابق من قبل النساء، كالتمريض والتدريس، وضمن مجالات عمل أخرى، وتجاوزهم للنساء وسبقهنّ في الوصول إلى القمّة، كما لو كان الرجال على سلّم كهربائي والنساء على سلّم عادي. يتمّ تقديم المزيد من الترقيات للرجال أكثر من النساء، على الرغم من أن النساء يعملن بنفس القدر من الجدّية، إلا أنهن لا يحصلن على نفس الفرص التي يتمتّع بها الرجال في نفس الظروف.

## الأرضيّة اللزجة
في المؤلّفات المتعلّقة بالتمييز بين الجنسين فإن مفهوم «الأرض اللزجة» يكمل مفهوم السقف الزجاجي. يمكن وصف الأرضيّات اللزجة، بأنّها النمط الذي تعلق به المرأة؛ مقارنة بالرجال، حيث أنّهن أقل احتمالاً لبدء تسلّق السلّم الوظيفي. وبالتالي، ترتبط هذه الظاهرة بالفوارق بين الجنسين في الجزء السفلي من سلم توزيع الأجور. واستناداً إلى الدراسة الأساسيّة التي قام بها بوث وزملاؤه المشاركون في المراجعة الاقتصاديّة الأوروبيّة خلال العقد الماضي، حاول الاقتصاديّون تحديد الأدوار السلسة في سوق العمل. كما وجدوا دليلاً تجريبيّاً لوجود «الأرضيّات اللزجة» في بعض الدول مثل أستراليا وبلجيكا وإيطاليا وتايلاند والولايات المتحدة.

## الوسط المتجمّد
على غرار الأرضيّة اللزجة، يصف الوسط المتجمّد ظاهرة التقدم المتباطئ لتسلّق المرأة لسلّم الشركات، إن لم يكن توقفها، في صفوف الإدارة الوسطى. في الأصل، أشار المصطلح إلى الإدارة العليا للمقاومة التي واجهتها الإدارة الوسطى، عند إصدار التوجيهات. بسبب عدم القدرة على العمل أو القيادة في صفوف الإدارة الوسطى، فإن هذه التوجيهات لا تؤتي ثمارها ونتيجةً إلى ذلك تعاني الشركات من قصورها. وقد شاع هذا المصطلح من خلال مقال نشرته مجلّة هارفارد بزنس ريفيو بعنوان «التمييز في الإدارات الوسطى». نظراً للنسبة المتزايدة من النساء مقابل الرجال في القوى العاملة، فإن مصطلح «الوسط المتجمّد» أصبح أكثر شيوعاً بسبب تباطؤ مهن المرأة في الإدارات الوسطى.

## مؤشّر السقف الزجاجي
في عام 2017، قامت مجلّة الإيكونوميست بتحديث مؤشّر السقف الزجاجي الخاص بها. أصبح يجمع بين بيانات حول التعليم العالي، ومشاركة القوى العاملة، والأجور، وتكاليف رعاية الطفل، وحقوق الأمومة والأبوّة، وتطبيقات الأعمال المدرسيّة، والتمثيل في الوظائف العليا. كانت البلدان التي كانت فيها عدم المساواة في حدودها الدنيا هي أيسلندا والسويد والنرويج وفنلندا وبولندا.

## الصور النمطيّة بين الجنسين
في تقرير صدر في عام 1993 من قبل معهد أبحاث الجيش الأمريكي للعلوم السلوكيّة والاجتماعيّة، أشار الباحثون إلى أن النساء يتمتعن بنفس الفرص التعليميّة التي يتمتّع بها نظرائهنّ من الرجال، حيث يستمرّ السقف الزجاجي بسبب الحواجز المنهجيّة وانخفاض التمثيل والتنقّل والصور النمطيّة. تعتبر القوالب النمطيّة الأنثويّة التي تعزى إلى النساء أحد الأسباب المعترف بها على نطاق واسع فيما يتعلّق بتثبيط توظيف النساء بشكل منهجي مما يمنعهن من الحصول على الفرص المفيدة في مجالهن الوظيفي. يرى غالبيّة الأمريكيين أن النساء أكثر عاطفيّة وأن الرجال أكثر عدوانيّة. تؤثر القوالب أو الصور النمطيّة المتعلّقة بنوع الجنس على كيفية اختيار القادة من قبل أرباب العمل وكيفيّة معاملة العمّال من الجنسين.

## المناوبة الثانية
تركّز المناوبة الثانية على الفكرة القائلة بأن النساء يعملن نظريّاً في مناوبة ثانية عن طريق تحمّل عبء عمل مهني أكبر، وليس مجرّد القيام بحصّة أكبر من العمل المنزلي. ترتبط جميع المهام التي تتم خارح مكان العمل بشكل أساسي بالأمومة. اعتماداً على الموقع ودخل الأسرة والتحصيل العلمي والعرق والمكان. تشير البيانات إلى أن النساء يعملن في مناوبة ثانية بمعنى أن يكون لديهن قدر أكبر من العمل المهني وليس فقط القيام بكمية أكبر من العمل المنزلي، وهذا ليس واضحاً إذا تم تجاهل النشاط المتزامن.

## مسار الأم
هو مصطلح يستعمل لوصف النساء اللواتي يتجاهلن ببساطة واجباتهن المهنيّة من أجل تلبية احتياجات أسرهنّ. غالباً ما تخضع النساء لساعات طويلة من العمل مما يخلق اختلالاً في جدول مواعيد العمل- الأسرة. هناك بحوث تشير إلى أن المرأة كانت قادرة على العمل على جدول زمني مهني بدوام جزئي مقارنةً بالآخرين الذين يعملون بدوام كامل في حين أنهم لايزالون يشاركون في أنشطة الأسرة الخارجيّة. كما يشير البحث إلى أن ترتيبات العمل المرنة تسمح بتحقيق التوازن بين العمل الصحّي والتوازن الأسري.

## الأرضيّة الخرسانيّة
لقد تم استعمال مصطلح «الأرضيّة الخرسانيّة» للإشارة إلى العدد الأدنى أو نسبة النساء الضروريّة لمجلس الوزراء أو مجلس الإدارة لكي ينظر إليهن على أنهن شرعيّات.